# 철산반도
철산반도(鐵山半島)는 평안북도 철산군의 남부에 위치한 반도이다. 지형은 남쪽에서 북쪽으로 뻗어 있는 형태이며, 룡천군과 선천군 사이에 자리잡고 있다. 반도의 동부는 연대산, 고가산, 배산 등 산들이 위치하며, 서부는 그에 비해서 분지로 이뤄져있다. 섬의 중간 지점에는 서해 위성 발사장이 위치하며, 일련의 군사 시설이 설치되어있다.

## 시설
- 서해 위성 발사장

## 교통
평의선의 역 중 하나인 동림역의 지선과 연결되어 있다.